# Ордин-Нащокін Афанасій Лаврентійович
Ордин-Нащокін Афанасій Лаврентійович (1605, Псков, Московія — 1680, Псков, Московія) — московитський боярин (з 1667), державний діяч, дипломат. 

## Життєпис
Виходець із неродовитих псковських дворян, він завдяки освіченості, вихованості та енергійності став одним із найближчих помічників російського царя Олексія Михайловича.
У 1640-х вдало почав кар'єру дипломата.
У 1642 очолюване ним посольство до Молдавського князівства підготувало підписання вигідної для Московії угоди з Османською імперією та Річчю Посполитою, що ліквідувала загрозу війни з ними та зміцнила мир з Молдовою. Велику популярність отримав після придушення повстання в Пскові 1650.
У 1652 очолив комісію з розмежування кордону зі Швецією.
У 1658 вів таємні переговори зі шведами, результатом яких було підписання в м. Велієсарі перемир'я зі Швецією. Протягом кількох років очолював переговори з Річчю Посполитою, унаслідок чого було укладено Андрусівський договір (перемир'я) 1667. За цей успіх цар Олексій Михайлович пожалував його в бояри і призначив керівником Посольського приказу (1667—1671), а згодом за зразок нової державної печатки присвоїв йому титул «Царської великої печатки та державних великих посольських справ зберігача». Йому підпорядковувалися Малоросійський приказ, Смоленський приказ, Новгородська і Владимирська четі, В'яземська митниця, «кружечний» двір, залізоробні заводи. Вів таємні переговори з гетьманом Петром Дорошенком про підданство Москві, пробував заручитися підтримкою митрополита Київського Йосифа Нелюбовича-Тукальського щодо підпорядкування Київської митрополії Московському патріархатові.
У 1670 підтвердив Андрусівський договір (перемир'я) 1667 з відстрочкою передачі полякам Києва на невизначений час.
Сфера його влади була настільки широкою, що фактично він став главою московитського уряду. Ордин-Нащокін багато уваги приділяв розробці реформ в економічній і військовій сферах, запропонував великий план перетворень, спрямованих на вдосконалення центрального і місцевого управління, відстоював необхідність боротьби зі Швецією за вихід у Балтійське море. У період його діяльності налагоджено поштовий зв'язок з Вільно (Вільнюс) та Ригою, а також здійснювався переклад іноземних газет і з цих матеріалів готувалися зведені виписки — «Куранти» — попередники друкованих газет. Неабиякі законотворчі здібності він виявив при розробці Новоторгового статуту (1667), що встановлював політику протекціонізму для російських купців. Не мав повної згоди із царем Олексієм Михайловичем у питаннях зовнішньої політики, зокрема щодо точного виконання умов Андрусівського договору (перемир'я) 1667.
У грудні 1671 вийшов у відставку, залишив Москву. 
У 1679 прийняв постриг під ім'ям Антонія в Крипецькій пустині, що за 60 км від Пскова, де і помер через рік.